# Sabino di Escanecrabe
Sabino (... – Escanecrabe, VIII secolo) è commemorato nell'arcidiocesi di Tolosa come santo vescovo e martire. Il suo culto fu confermato da papa Leone XIII nel 1897.

## Agiografia
Secondo la tradizione, al tempo in cui i saraceni di Abd al-Rahman ibn Abd Allah al-Ghafiqi devastavano l'Aquitania (tra il 728 e il 732), Sabino fu eletto vescovo dal papa e inviato a predicare in Spagna e in Francia.
Mentre si dirigeva da Auch al Comminges, dopo aver attraversato Péguilhan, subì il martirio a opera dei mori in un bosco presso Escanecrabe.
Il suo corpo fu chiuso in un sepolcro di marmo e inumato, ma presto si perse memoria del luogo di sepoltura: i suoi resti furono rinvenuti tempo dopo grazie a un toro fuggito inginocchiatosi nel punto dove giaceva il corpo del martire.

## Culto
Sulla tomba di san Sabino fu eretta una cappella dove iniziò a essere celebrata la sua festa annuale il 10 giugno.
La cappella fu distrutta nel 1792, durante la rivoluzione francese, ma le reliquie di san Sabino furono rinvenute nel 1796 e traslate nella chiesa parrocchiale.
Nel 1801 la diocesi di Comminges, dove era ancora vivo il culto di san Sabino, fu soppressa e unita a quella di Tolosa. L'arcivescovo Florian-Jules-Félix Desprez chiese alla Santa Sede la conferma del culto del santo come anteriore alla legislazione di papa Urbano VIII.
Il suo culto fu confermato da papa Leone XIII con decreto dell'11 dicembre 1897.